# مدینه خلیفه شمالی
مدینه خلیفه شمالی یک منطقهٔ مسکونی در قطر است که در شهرداری دوحه واقع شده‌است. مدینه خلیفه شمالی ۲٫۴ کیلومتر مربع مساحت و ۸٬۲۴۶ نفر جمعیت دارد.